# Best of Def Leppard
Best of Def Leppard är ett samlingsalbum från 2004 av gruppen Def Leppard. Albumet är ej utgivet i USA.

## Låtlista

### Skiva 1
1. "Pour Some Sugar on Me" - 4:53
2. "Photograph" - 4:08
3. "Love Bites" - 5:46
4. "Let's Get Rocked" - 4:55
5. "Two Steps Behind" - 4:19
6. "Animal" - 4:04
7. "Heaven Is" - 3:33
8. "Rocket" - 4:07
9. "When Love & Hate Collide" - 4:18
10. "Action" - 3:42
11. "Long Long Way to Go" - 4:38
12. "Make Love Like a Man" - 4:15
13. "Armageddon It" - 5:22
14. "Have You Ever Needed Someone So Bad" - 5:19
15. "Rock of Ages" - 4:08
16. "Hysteria" - 5:54
17. "Bringin' on the Heartbreak" - 4:34

### Skiva 2 (begränsad upplaga)
1. "Rock Rock (Till You Drop)" - 3:56
2. "Waterloo Sunset" - 3:46
3. "Promises" - 3:59
4. "Slang" - 2:38
5. "Foolin'" - 4:35
6. "Now" - 3:59
7. "Rock Brigade" - 3:09
8. "Women" - 5:43
9. "Let It Go" - 4:43
10. "Too Late for Love" - 4:27
11. "High 'n' Dry (Saturday Night)" - 3:27
12. "Work It Out" - 4:45
13. "Billy's Got a Gun" - 5:00
14. "Another Hit and Run" - 4:59
15. "Stand Up (Kick Love into Motion)" - 4:30
16. "Wasted" - 3:48
17. "Die Hard the Hunter" - 6:17